# Marion Rodewald
Marion Rodewald (Mülheim an der Ruhr, 24. prosinca 1976.) je njemačka hokejašica na travi i igračica dvoranskog hokeja. Igra na položaju obrambene igračice.
Bila je sudionicom OI 2004. u Ateni, na kojima je osvojila zlatno odličje.

## Sudjelovanja na velikim natjecanjima
- 1996. – dvoransko europsko prvenstvo u Glasgowu, zlatno odličje
- 1997. – Trofej prvakinja u Berlinu, srebrno odličje
- 1998. – svjetsko prvenstvo u Utrechtu, brončano odličje
- 1999. – Trofej prvakinja u Brisbaneu, brončano odličje
- 1999. – europsko prvenstvo u Kölnu, srebrno odličje
- 2000. – izlučna natjecanja za OI 2000. u Milton Keynesu, 3. mjesto
- 2000. – Trofej prvakinja u Amstelveenu,  srebrno odličje
- 2000. – olimpijske igre u Sydneyu, 7. mjesto
- 2002. – svjetsko prvenstvo u Perthu, 7. mjesto
- 2003. – Champions Challenge u Cataniji, zlatno odličje
- 2003. – europsko prvenstvo u Barceloni, brončano odličje
- 2004. – izlučna natjecanja za OI 2004. u Aucklandu, 4. mjesto
- 2004. – olimpijske igre u Ateni, zlatno odličje
- 2004. – Trofej prvakinja u Rosariju,  srebrno odličje
- 2005. – Trofej prvakinja u Rosariju, 5. mjesto
- 2006. – svjetsko prvenstvo u Madridu, 8. mjesto
- 2007. – europsko prvenstvo u Manchesteru, zlatno odličje

## Vanjske poveznice
- Hockey Olympica  Arhivirana inačica izvorne stranice od 27. lipnja 2006. (Wayback Machine) Podatci
- Osobne stranice  Arhivirana inačica izvorne stranice od 2. studenoga 2007. (Wayback Machine)